# Hans-Heinrich Vogt
Hans-Heinrich Vogt (* 14. Juni 1927 in Breslau) war Oberstudienrat in Ingolstadt und Alzenau, Buchautor und Autor naturwissenschaftlicher Rundfunksendungen.

## Leben
Vogt – geboren in Breslau – studierte nach dem Zweiten Weltkrieg die Fächer Chemie, Biologie und Erdkunde an der Universität München und arbeitete in Ingolstadt, bis er im September 1968 die Schulleitung in Alzenau übernahm. 1987 wurde er Leiter des Spessart-Gymnasiums Alzenau. Daneben schrieb er Artikel für naturwissenschaftliche Zeitungen und verfasste mehr als 20 Bücher, in denen er naturwissenschaftliche Fragen auch für Laien verständlich erklärte. Dafür erhielt er 1968 die Wilhelm-Bölsche-Medaille für populäres wissenschaftliches Schrifttum.

## Positionen
In „Wir Menschen sind ja gar nicht so“ [1964] stellt er, tierische Instinkte vergleichend, populärwissenschaftlich dar, welche angeborenen Instinkte und Reaktionsweisen Menschen aufweisen. Aufgrund dieser Positionen lässt er sich unter die primär biologisch (nicht primär geisteswissenschaftlich) inspirierten Anthropologen einordnen.
Im Anschluss an B. F. Skinner sprach Vogt [1966] sich für kindliches Lernen unter Zuhilfenahme von Lernmaschinen aus.

## Werke
- Tierpsychologie für Jedermann: eine kleine Einführung in die Verhaltensforschung, München/Basel 1957
- Seltsames von Tieren und Pflanzen. Ernst Reinhardt Verlag, München 1960
- Reiz – Impulse – Gedanken, Stuttgart 1965, (Franckh’sche Verlagshandlung)
- Wir Menschen sind ja gar nicht so, Vom Verhalten der Menschen und Tiere, Stuttgart 1964
- Der Nürnberger Trichter, Lernmaschinen für Ihr Kind? Stuttgart 1966 (Franckh’sche Verlagshandlung)
- Lernen bei Mensch und Tier, 1971
- Wissenschaft von A bis Z, Naturwissenschaften, Medizin, Stuttgart 1971
- Chemiker im Kreuzverhör, Aulis-Verlag, Köln 1979